# Xanthomyrtus oreophila
Xanthomyrtus oreophila är en myrtenväxtart som beskrevs av Andrew John Scott. Xanthomyrtus oreophila ingår i släktet Xanthomyrtus och familjen myrtenväxter. Inga underarter finns listade i Catalogue of Life.